# Heinz-Eugen Eberbach (Marineoffizier, 1946)
Heinz-Eugen Eberbach (* 27. Dezember 1946; † 2003) war ein deutscher Flottillenadmiral der Deutschen Marine.

## Leben
Im April 1966 trat er in die Bundesmarine ein. Als Kapitänleutnant übernahm er Mitte März 1975 die neu in Dienst gestellte U 30. Am 18. Dezember 1977 gab er das Kommando ab.
Von 1979 bis 1981 belegte er den 21. Admiralstabslehrgang an der Führungsakademie der Bundeswehr. Von Oktober 1981 bis Mitte Februar 1983 war er Kommandant der U 18.
Als Fregattenkapitän war er von März 1991 für zwei Jahre Kommandeur des 3. U-Boot-Geschwaders in Eckernförde, welches der Ubootflottille unterstellt war. Von 1999 bis 2001 war er als Kapitän zur See Kommandeur der Ubootflottille. 2002 war er als Flottillenadmiral Stabsabteilungsleiter Fü S II im Führungsstab der Streitkräfte im Bundesministerium der Verteidigung.

## Werke (Auswahl)
- Der Marineoffizier als Führer im Spiegel der deutschen und angelsächsischen Literatur zum Zweiten Weltkrieg. In: Der Marineoffizier als Führer im Gefecht, Mittler, 1984, S. 138 ff.
- Neuorientierung des Militärischen Nachrichtenwesens der Bundeswehr. In: Europäische Sicherheit, Band 51, Ausgaben 1–12, Mittler, S. 13–21.